# Вероника Рупрехта
Вероника Рупрехта (лат. Veronica ruprechtii) — многолетнее травянистое растение, вид рода Вероника (Veronica) семейства Подорожниковые (Plantaginaceae).

## Распространение и экология
Ареал вида охватывает Грузию. Эндемик. Описан с Аджаро-Имеретинского хребта.
Произрастает на лугах, в лесных ущельях, в трещинах скал, в субальпийском и среднегорном поясах гор.

## Ботаническое описание
Корневище укороченное, деревянистое. Стебли высотой 10—30 см, голые или коротко опушённые, простые или ветвистые, тонкие, крепкие, цилиндрические, у основания с буровато-коричневыми чешуевидными листьями.
Стеблевые листья яйцевидные до продолговато-ланцетных, тупые или заострённые, в средней части расставленно-тупозубчатые, с округленным основанием, на коротких черешках.
Цветки длиной 9—13 мм, расположены по одному в пазухах стеблевых супротивных листьев, на цветоножках. Доли чашечки ланцетные или ланцетно-линейные, тупые или острые, при плодах отогнутые; венчик жёлтый, в 2—3 раза длиннее чашечки, почти до основания рассечённый, с широкой, короткой трубкой и обратнояйцевидными, тупыми, прямостоячими долями. Рыльце глубоко выемчатое, двураздельное, сердцевидное.
Коробочка длиной 5—6 мм, выпуклая, широкояйцевидная, на верхушке постепенно заострённая, голая или слегка опушенная. Семена мелкие, плоско-выпуклые.

## Таксономия
Вид Вероника Рупрехта входит в род Вероника (Veronica) семейства Подорожниковые (Plantaginaceae) порядка Ясноткоцветные (Lamiales).
|  |                                      |  |                                                             |                                                             |                          |  | ещё 21 семейство (согласно Системе APG II) | ещё 21 семейство (согласно Системе APG II) |                       |  |  |  | ещё от 300 до 500 видов |
|  |                                      |  |                                                             |                                                             |                          |  | ещё 21 семейство (согласно Системе APG II) | ещё 21 семейство (согласно Системе APG II) |                       |  |  |  | ещё от 300 до 500 видов |
|  |                                      |  |                                                             | порядок Ясноткоцветные                                      |                          |  |                                            |                                            | род Вероника          |  |  |  |                         |
|  |                                      |  |                                                             | порядок Ясноткоцветные                                      |                          |  |                                            |                                            | род Вероника          |  |  |  |                         |
|  | отдел Цветковые, или Покрытосеменные |  |                                                             |                                                             | семейство Подорожниковые |  |                                            |                                            | вид Вероника Рупрехта |  |  |  |                         |
|  | отдел Цветковые, или Покрытосеменные |  |                                                             |                                                             | семейство Подорожниковые |  |                                            |                                            |                       |  |  |  |                         |
|  |                                      |  | ещё 44 порядка цветковых растений (согласно Системе APG II) | ещё 44 порядка цветковых растений (согласно Системе APG II) |                          |  |                                            | ещё 90 родов                               | ещё 90 родов          |  |  |  |                         |
|  |                                      |  |                                                             | ещё 44 порядка цветковых растений (согласно Системе APG II) |                          |  |                                            |                                            | ещё 90 родов          |  |  |  |                         |